# Аржелос (Аквитания)
Аржело́с (фр. Argelos) — коммуна во Франции, находится в регионе Аквитания. Департамент — Атлантические Пиренеи. Входит в состав кантона Тер-де-Люи и Кото-дю-Вик-Бий. Округ коммуны — По.
Код INSEE коммуны — 64043.

## География

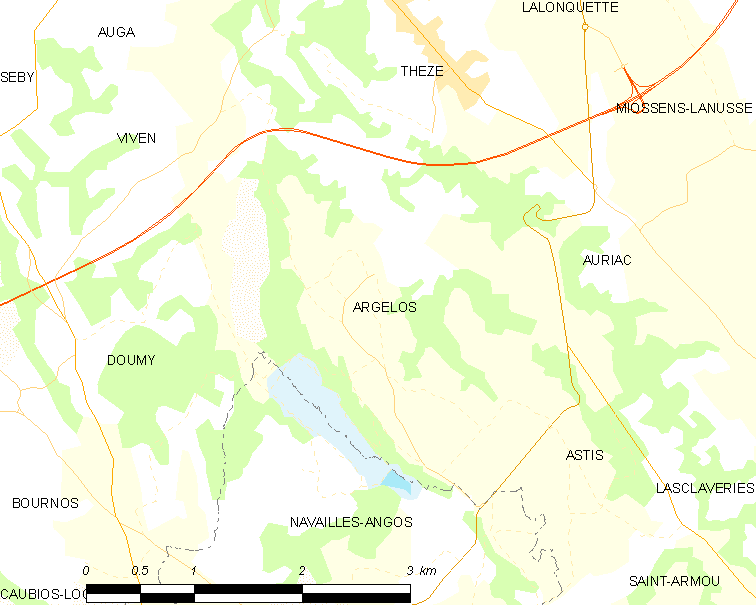
Карта коммуны

Коммуна расположена приблизительно в 640 км к югу от Парижа, в 155 км южнее Бордо, в 17 км к северу от По.
По территории коммуны протекают реки Люи-де-Франс и Балень (фр. Balaing), а также расположено озеро Балень, образованное плотиной.

### Климат
Климат тёплый океанический. Зима мягкая, средняя температура января — от +5°С до +13°С, температуры ниже −10 °C бывают редко. Снег выпадает около 15 дней в году с ноября по апрель. Максимальная температура летом порядка 20-30 °C, выше 35 °C бывает очень редко. Количество осадков высокое, порядка 1100 мм в год. Характерна безветренная погода, сильные ветры очень редки.

## Население
Население коммуны на 2010 год составляло 260 человек.
| 1962 | 1968 | 1975 | 1982 | 1990 | 1999 | 2010 |
| ---- | ---- | ---- | ---- | ---- | ---- | ---- |
| 133  | 128  | 136  | 131  | 197  | 217  | 260  |

## Администрация
| Период | Период | Фамилия       | Партия | Примечания |
| ------ | ------ | ------------- | ------ | ---------- |
| 1995   | 2014   | Элен Пера     |        |            |
| 2014   | 2020   | Марсель Борни |        |            |

## Экономика
В 2010 году среди 153 человек трудоспособного возраста (15-64 лет) 125 были экономически активными, 28 — неактивными (показатель активности — 81,7 %, в 1999 году было 74,5 %). Из 125 активных жителей работали 118 человек (62 мужчины и 56 женщин), безработных было 7 (4 мужчины и 3 женщины). Среди 28 неактивных 8 человек были учениками или студентами, 12 — пенсионерами, 8 были неактивными по другим причинам.

## Достопримечательности
- Церковь Св. Андрея (XII век)[4]
- Руины средневековых оборонительных сооружений[5]

## Фотогалерея

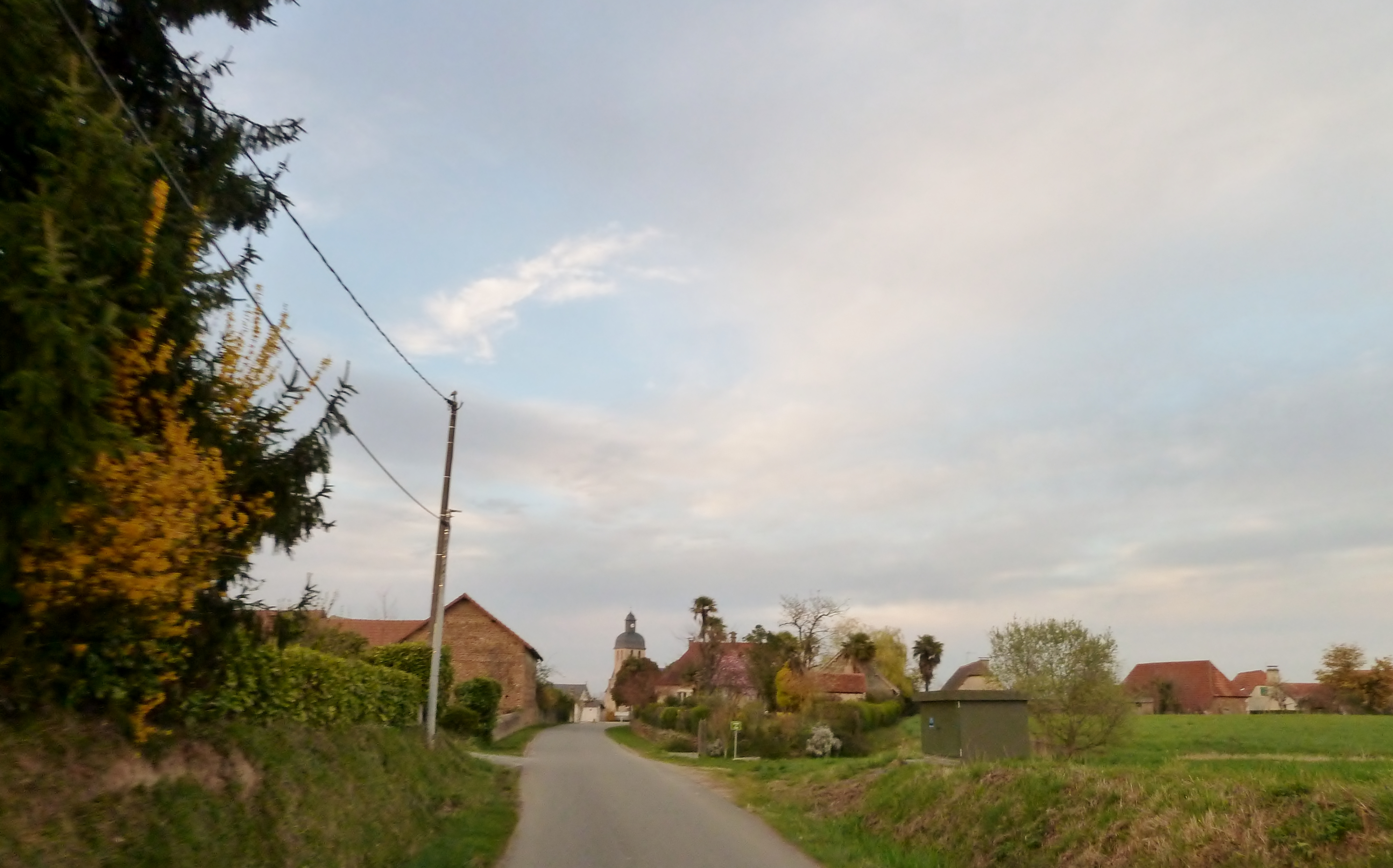
Аржелос
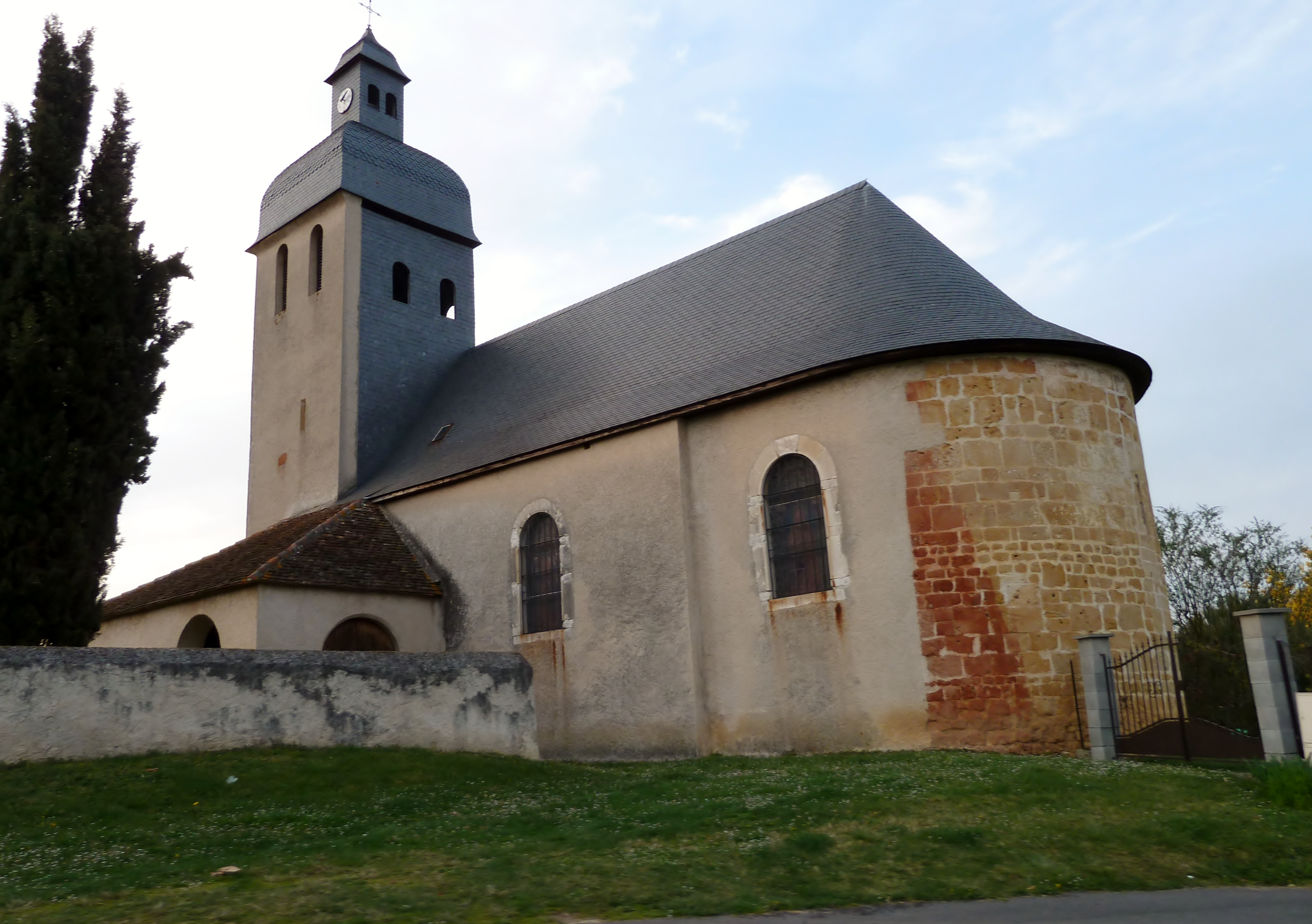
Церковь Св. Андрея
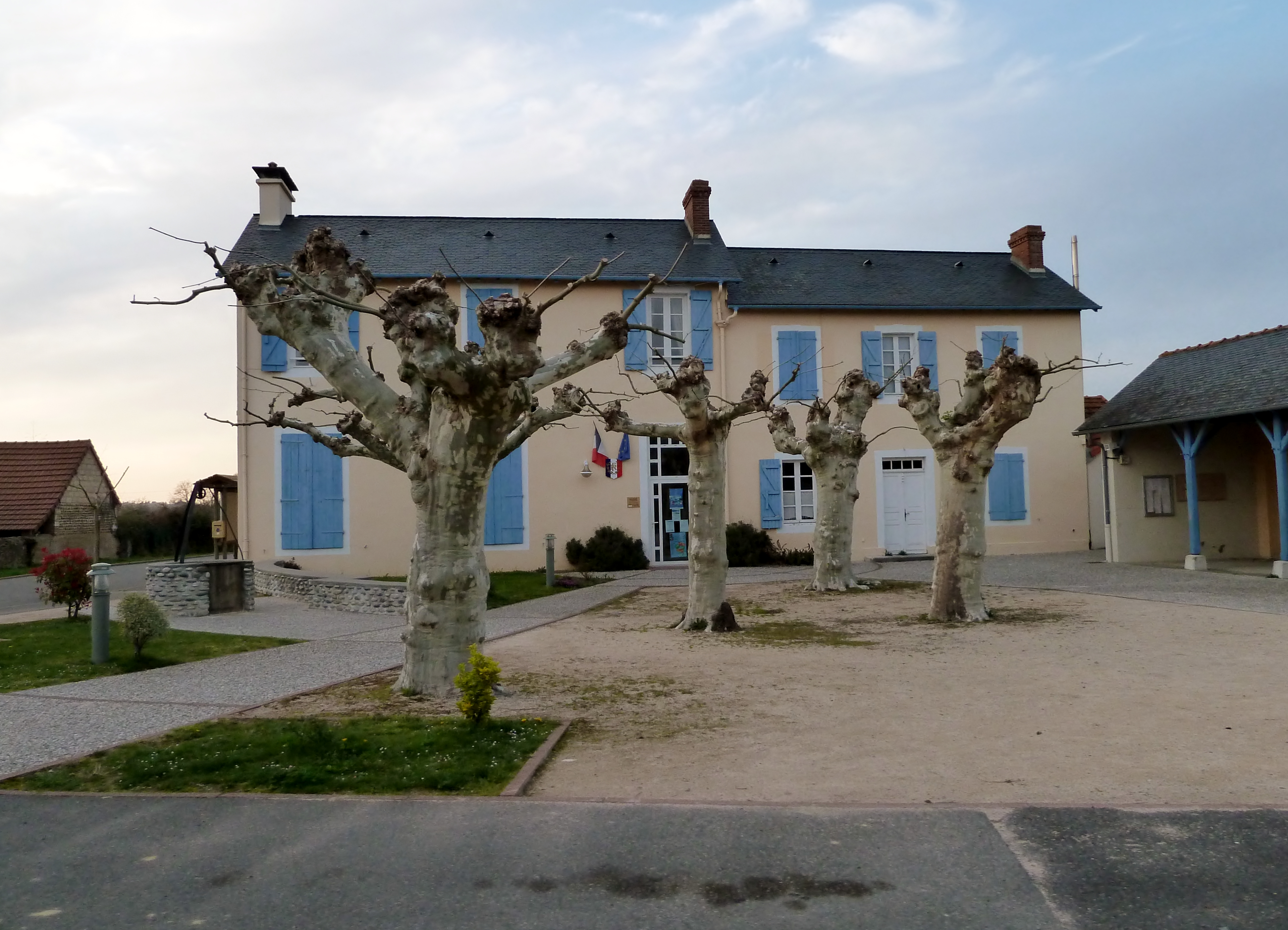
Мэрия
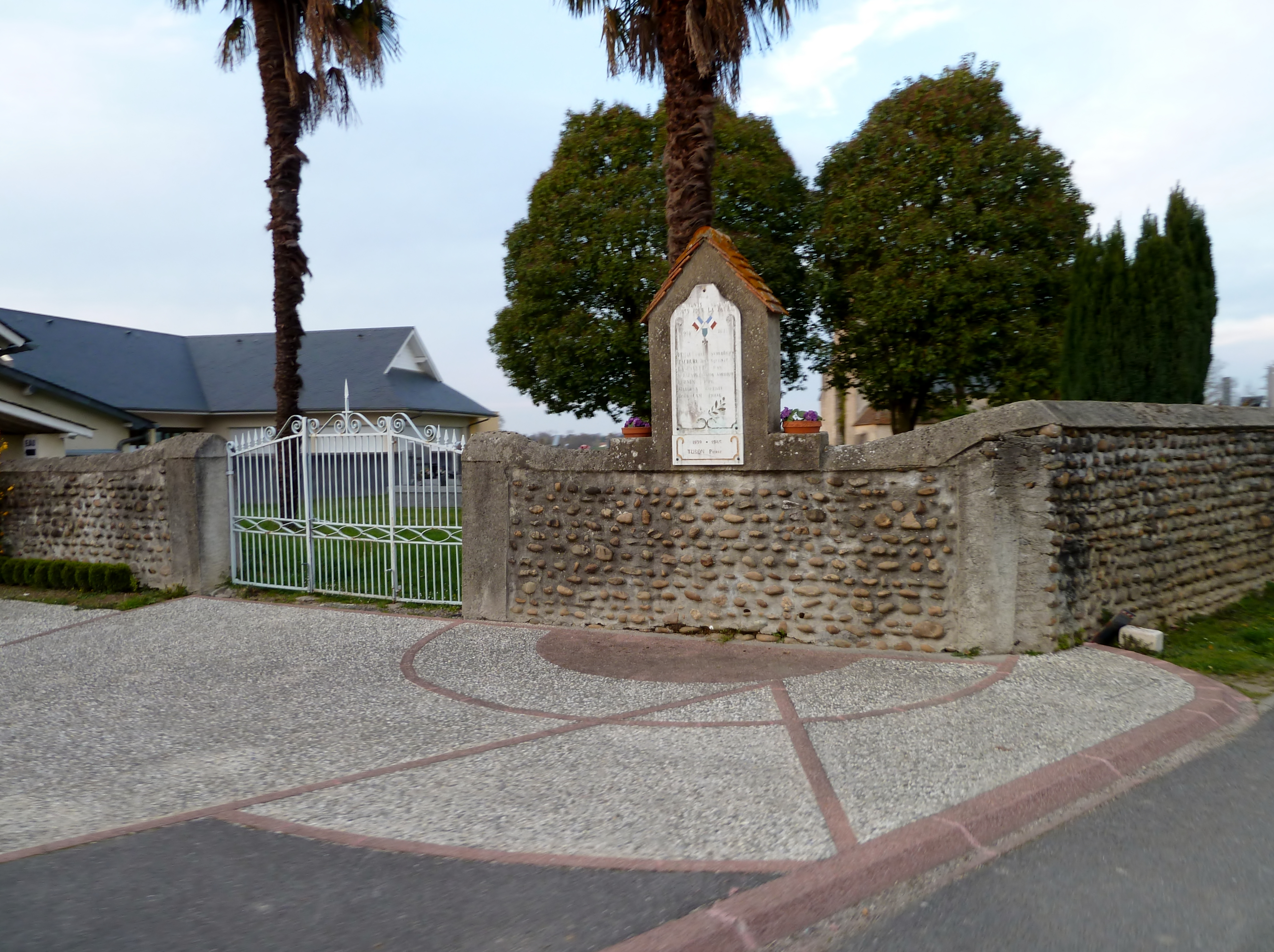
Военный мемориал